# Tommaso Masini

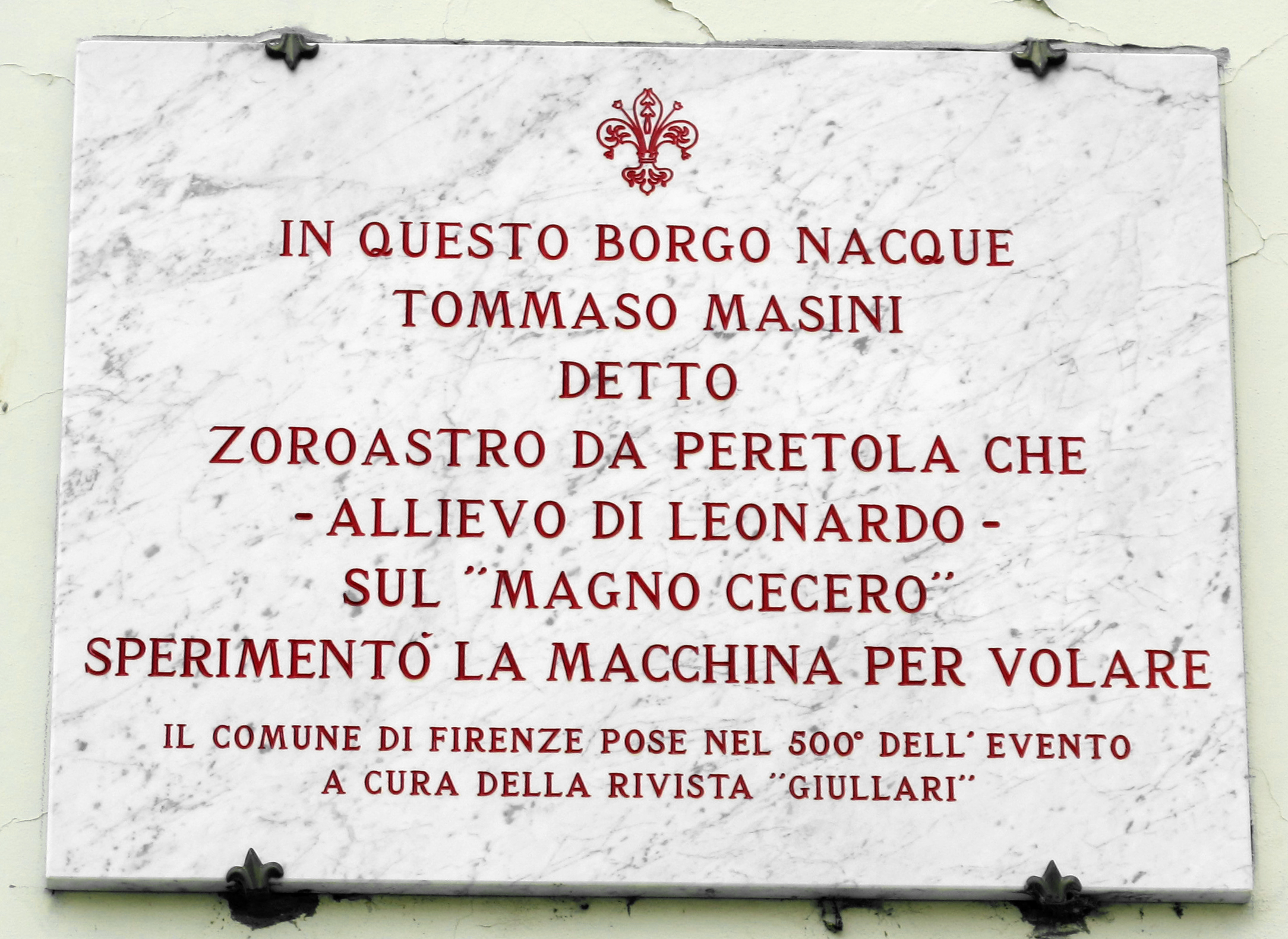
Targa a Peretola

Tommaso Masini da Peretola, noto anche con lo pseudonimo di Zoroastro (Peretola, 1462 circa – Roma, 1532 circa), fu un amico e collaboratore di Leonardo Da Vinci, vissuto a cavallo tra il XV secolo e il XVI secolo.

## Biografia
Non si conosce molto sulla sua vita, se non che era nato nel borgo di Peretola e che era figlio di un ortolano, anche se affermava di essere il figlio illegittimo di un nobile; in effetti alcuni lo avrebbero identificato con il Tommaso Masini figlio naturale di Bernardo Rucellai marito di Nannina de' Medici, sorella di Lorenzo il Magnifico. Si sa tuttavia che nell'anno 1482 il Masini, con Atalante Migliorotti (un musico, che in seguito avrebbe operato presso la corte di Isabella d'Este), uscì da Firenze in compagnia di Leonardo Da Vinci, con il quale aveva stretto amicizia, e lo scortò nel viaggio che li condusse tutti e tre presso la corte sforzesca di Milano, ove Zoroastro fu impiegato come meccanico e "mago".
Nel 1505 Tommaso era di nuovo a Firenze con Leonardo, come preparatore dei colori per l'affresco "La battaglia di Anghiari", e in quegli anni Masini avrebbe collaudato la "macchina per volare" ideata da Leonardo. Egli avrebbe accettato di lanciarsi dal Monte Ceceri, presso Fiesole, con l'attrezzo ideato da Leonardo. La macchina avrebbe planato per 1000 metri prima di atterrare bruscamente in località Camerata. Il "pilota" Masini riportò una frattura alle gambe. Questo sarebbe stato il primo esperimento di volo ad essere stato documentato (dallo stesso Leonardo) nel Codice sul volo degli uccelli.
Altri scrittori raccontano che Tommaso Masini fosse vegetariano (e abbia trasmesso a Leonardo questa caratteristica) e che si dilettasse di scienze occulte. Non si hanno ulteriori informazioni, salvo che fu ancora a Firenze intorno al 1530 e che morì a Roma, sembra per colera.
Una descrizione è fornita da Scipione Ammirato in uno dei suoi Ritratti.
Nella chiesa di Sant'Agata dei Goti era presente una lapide in suo ricordo.

## Il personaggio del Lasca
Si ritiene che il Masini fosse l'ispiratore del personaggio "Zoroastro" delle novelle di Anton Francesco Grazzini detto il Lasca.
(Personaggio di Zoroastro ne Le cene)